# باسیل اوپازیلا
باسیل اوپازیلا (به لاتین: Basail Upazila) یک منطقهٔ مسکونی در بنگلادش است که در ناحیه تانگیل واقع شده‌است. باسیل اوپازیلا ۱۵۷٫۷۸ کیلومتر مربع مساحت و ۱۵۹٬۸۷۰ نفر جمعیت دارد.